# 森茉莉

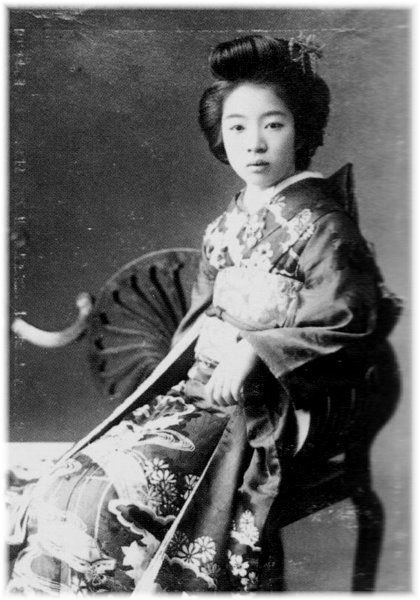
森茉莉

森茉莉（1903年1月7日 - 1987年6月6日）是一位日本耽美作品女作家。她的父亲是小说家森鷗外 。1957年，森茉莉获得日本散文家俱乐部奖。 1961年，她開始創作耽美作品。她的第一任丈夫是山田珠樹。後來兩人離婚。1987年6月6日，森茉莉因心力衰竭去世。